# 탄산수소 나트륨
탄산수소 나트륨(炭 酸水 素 -, 중탄산나트륨, NaHCO3)은 일종의 화합물로 안정한 상태이다. 베이킹소다, 중탄산 나트륨, 중탄산 소다라고도 한다.
상온에서는 백색의 분말 상태로, 약간 쓰고 짠맛이 난다. 과량을 사용하면 피부를 부식시킨다. 의약품으로는 위산 과다에 대한 제산제로 쓰인다. 식품 및 미용제에도 쓰인다.
백색의 단사정계 결정으로 가열하면 이산화탄소와 물을 발생시키고, 탄산나트륨 무수물로 변하는 성질을 지녔다.

## 베이킹소다의 구강세정 효과
20세기 후반에 들어와서 많은 연구에서 베이킹소다배합세치제가 치은염 억제, 치면세균막 제거 및 치석생성 억제에 효과가 있다고 보고하고 있다. 이 연구는 일반적인 불소 및 실리카배합세치제와 비교하여 새로운 베이킹소다배합세치제의 구취, 치은염 억제, 치아활택도 개선 및 치아마모도를 보기 위하여, 임상시험연구에 자발적으로 동의한 18-40세의 성인 82명 중 탈락자 9명을 제외한 총 73명(남 32명, 여 41명)을 대상으로 하였다. 연구 대상자들은 천일염을 배합하며 베이킹소다 함량 0%인 대조군과 35%베이킹소다배합군 및 65%베이킹소다배합군의 세 집단으로 나누었다.
세 집단 간의 성, 연령, 치주낭, 치면세균막지수 및 치은출혈지수의 차이가 없도록 할당하였으며, 각 집단은 평행설계(Parallel design)에 따라 실험대상자와 조사자는 대상자가 어느 군에 속하는지 알지 못하는 이중맹검으로 진행하였다. 실험 시작 14일 전 Baseline 검사를 위해 모든 환자에게 전문가치면세균막 제거 및 치석제거술을 실시하였고 2주 동안 대조군 세치제를 기준세치제로 사용하도록 하였다. 실험 시작 일에 구강검사와 함께 할당된 집단에 맞는 실험세치제와 대조세치제를 다시 배부하였고, 45일 후와 90일에 각각 내원하도록 하여 구취, 치아활택도, 치면세균막 성숙도 및 치은출혈지수를 평가하였다.
또한 표면조도 측정을 치아우식병소가 없는 우치 중 전치부위를 택하여, 전치 순면의 중앙부를 내경 10 mm의 원형시편이 되도록 절삭하였으며, 절편표면을 내경 20 mm 아크릴 몰드에 레진을 이용하여 매몰한 후, 상아질이 노출될 때까지 절편표면을 냉각수 공급하에 silicon carbide paper를 이용하여 80-2000 grid까지 단계적으로 연마하였다. 50개의 시편을 준비하여 동일한 경도와 조도를 지닌 시편 47개를 세 집단의 실험세치제군과 증류수군에 각각배정하여 잇솔질 전후의 표면조도차이를 측정하였다.
실험 결과 다음과 같은 결론을 얻었다.
1. 베이킹소다배합세치제는 45일부터 유의하게 구취억제효과가 있었다. 90일 사용 시에는 유의한 차이가 없었으며, 유의한 군간 차이는 나타나지 않았다.
2. 65%베이킹소다배합세치제는 90일 이후부터 실험시작일과 비교하여 유의한 활택도 개선 효과를 보였다.
3. 65%베이킹소다배합세치제는 대조군에 비해 치은염에 대한 유의한 억제 효과가 있었으나, 35% 베이킹소다 배합 세치제와 비교하여 유의한 치은염 억제 효과는 없었다.
4. 모든 군에서 유의한 치면세균막 성숙도 억제효과를 보였으나, 유의한 군간 차이는 없었다.
5. 베이킹소다배합세치제는 대조군 및 증류수와 비교 시 치아 마모가 거의 없었다.

## 용도
- 공업적으로는 탄산 나트륨 제조(솔베 공정) 때 중간물질로 생성되며, 용도는 제산제 등의 의약품이나 베이킹파우더나 탄산가스 발생제 등이다.

- 의학적으로 특히 산증 환자, 즉 대사성 산증(metabolic acidosis) 환자에게 사용하며, 환자의 상태가 치명적인 상황일 때 응급약물로서 사용하기도 한다. 환자가 critical, 사망에 임박한 쇼크 상태가 되면 대사성 산증 상태가 되고, 대사성 산증 상태가 심하면 이 자체로 체내의 수액-이온 균형을 비롯하여, 효소의 작용을 방해하므로 악화되므로 산증을 치료하기 위한 약물로 사용한다.
- 연마 및 흡착 작용을 활용해 냄새 제거 및 세척용으로 활용되기도 한다. 하지만 다른 세제에 비하면 세척력이 떨어지고, 구연산이나 식초와 혼합해 사용하는 방법이 있다고 알려지나 이 경우 효과를 기대할 수 없다.[10][11]

## 효능
- 탄산수소나트륨은 액체와 섞었을 때 궤양 통증에도 효과가 있다고 한다

## 같이 보기
- 탄산 나트륨
- 대체 암 치료법